# بندی و ماشین جوهرسازی
بندی و ماشین جوهرسازی (به انگلیسی: Bendy and the Ink Machine) یک بازی ویدئویی قسمتی اول شخص در سبک ترس و بقا می‌باشد که توسط کایندلی بیست تحت نام استودیو جویی درو، استودیو انیمیشن‌سازی درون جهان بازی، توسعه‌یافته و منتشر شده‌است. این بازی در ابتدا با یک فصل از پنج در ۱۰ فوریهٔ سال ۲۰۱۷ در گیم جولت منتشر و به‌صورت کامل در ۲۷ اکتبر سال ۲۰۱۸ در سرار جهان منتشر شد؛ همچنین این بازی برای پلی‌استیشن ۴، ایکس‌باکس وان و نینتندو سوئیچ در ۲۰ نوامبر سال ۲۰۱۸ توسط روستر تیف گیمز عرضه گردید و در ۲۱ دسامبر سال ۲۰۱۸ برای آی‌اواس و اندروید ارائه داده‌شد.